# Sonata para dos pianos en re mayor (Mozart)

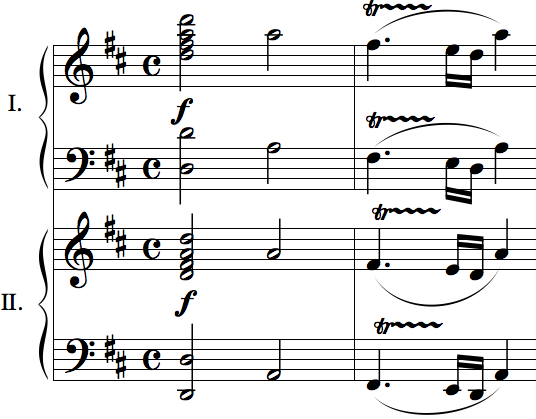
Inicio de la sonata.

La Sonata para dos pianos en re mayor, K. 448/375a, es una obra para piano compuesta en 1781 por Wolfgang Amadeus Mozart a los 25 años. Está escrita en estricta forma sonata-allegro, con tres movimientos.

## Historia
Esta sonata se compuso con motivo de una interpretación que Mozart quería ofrecer a la pianista y compositora austríaca Josephine von Aurnhammer. Mozart la compuso en estilo galante, con melodías entrelazadas y cadencias simultáneas. Es la única sonata que compuso para dos pianos. 

## Estructura
La obra consta de tres movimientos:
1. Allegro con spirito
2. Andante
3. Molto allegro

## Descripción

### Allegro con spirito
El primer movimiento comienza en re mayor, y establece el centro tonal con una gran introducción. Los dos pianos dividen la melodía principal en la exposición, y cuando el tema se presenta ambos lo tocan simultáneamente. Mozart emplea poco tiempo en el desarrollo, introduciendo un nuevo tema diferente, y empieza la recapitulación, repitiendo el primer tema.[cita requerida]

### Andante
El segundo movimiento en su totalidad es interpretado íntegramente en tempo Andante, en un paso muy relajado. La melodía es interpretada por ambos pianos, pero no hay un firme clímax en este movimiento. Está escrito en una estricta forma ABA.[cita requerida]

### Molto Allegro
Molto Allegro comienza con un tema galopante. Las cadencias usadas en este movimiento son similares a las del célebre Rondó alla Turca.

## Efecto Mozart
Esta sonata también se ha usado en el estudio científico que experimenta la teoría del llamado Efecto Mozart. De acuerdo con la British Epilepsy Organization (Organización Británica de la Epilepsia), la música clásica, particularmente la de este compositor, incrementa la actividad cerebral del escucha más "positivamente" que otros tipos de música. Este "Efecto Mozart" ha sido cuestionado en repetidas ocasiones.[cita requerida] En junio del 2021, se publicó un estudio que reveló que se encontraron diferencias significativas entre un grupo de pacientes con epilepsia a quienes se les dio a escuchar esta obra de Mozart y otro grupo al que se le dio a escuchar la Sinfonía n.º 94 en sol mayor, La sorpresa (1791), de Franz Joseph Haydn: escuchar la primera redujo el número de casos de urgencias en un 32 por ciento, mientras que la segunda generó un aumento del 45 por ciento.
Aparte del Concierto para piano n.º 23, K. 488, también de Mozart, la única otra pieza musical que parece tener un efecto similar es una canción del compositor griego Yanni, titulada "Acroyali/Standing in Motion", incluida en el álbum Yanni Live at the Acropolis. Se determinó que causaba el "efecto Mozart", según el Journal of the Royal Society of Medicine porque era similar al KV 448 de Mozart en tempo, estructura, consonancia melódica y armónica y previsibilidad.